# Natação no Campeonato Mundial de Esportes Aquáticos de 2023 - 1500 m livre masculino
A disputa na modalidade 1500 metros livre masculino de Natação no Campeonato Mundial de Esportes Aquáticos de 2023 fora realizada nos dias 29 e 30 de julho de 2023 na Marine Messe Fukuoka em Fukuoka, no Japão. Ao todo, 29 nadadores de 24 Comitês Olímpicos Nacionais estavam previstos para participarem do evento. Ahmed Hafnaoui, nadador tunisiano fora vencedor da prova, estabelecendo o novo recorde africano e do campeonato.

## Formato da competição
A competição consiste em duas rodadas: eliminatórias e final. Os nadadores com os 8 melhores tempos nas eliminatórias avançam a final. Desempates (swim-offs) são utilizados conforme necessário para quebrar os empates de avanço a próxima rodada.

## Calendário
Todos os horários estão na Hora legal japonesa (UTC+9).
| Data                | Horário | Fase          |
| ------------------- | ------- | ------------- |
| 29 de julho de 2023 | 11:52   | Eliminatórias |
| 30 de julho de 2023 | 20:16   | Final         |

## Recordes
Antes desta competição, os recordes mundiais e do campeonato nesta prova eram os seguintes:
| Tipo                  | Atleta               | Tempo      | Local     | Data                |
| --------------------- | -------------------- | ---------- | --------- | ------------------- |
|                       | Sun Yang             | 14m 31s 02 | Londres   | 4 de agosto de 2012 |
| Recorde do campeonato | Gregorio Paltrinieri | 14m 32s 80 | Budapeste | 25 de junho de 2022 |

O seguinte recorde do campeonato fora estabelecido durante essa competição:
| Data        | Evento | Nadador        | CON     | Tempo    | Recorde               |
| ----------- | ------ | -------------- | ------- | -------- | --------------------- |
| 30 de julho | Final  | Ahmed Hafnaoui | Tunísia | 14:31.54 | Recorde do campeonato |

## Medalhistas
| Ouro                     | Prata                        | Bronze                   |
| Ahmed Hafnaoui · Tunísia | Bobby Finke · Estados Unidos | Samuel Short · Austrália |

## Resultados

### Eliminatórias
As eliminatórias foram realizadas no dia 29 de julho com início às 11:52.
| Pos. | Bateria | Raia | Nadador                     | CON             | Tempo    | Notas            |
| ---- | ------- | ---- | --------------------------- | --------------- | -------- | ---------------- |
| 1    | 2       | 5    | Bobby Finke                 | Estados Unidos  | 14:43.06 | Q                |
| 2    | 2       | 4    | Daniel Wiffen               | Irlanda         | 14:43.50 | Q                |
| 3    | 3       | 8    | Ahmed Hafnaoui              | Tunísia         | 14:49.53 | Q                |
| 4    | 3       | 3    | Lukas Märtens               | Alemanha        | 14:51.20 | Q                |
| 5    | 3       | 5    | Mykhailo Romanchuk          | Ucrânia         | 14:52.15 | Q                |
| 6    | 3       | 6    | Samuel Short                | Austrália       | 14:53.38 | Q                |
| 7    | 3       | 7    | Kristóf Rasovszky           | Hungria         | 14:54.09 | Q                |
| 8    | 3       | 1    | David Aubry                 | França          | 14:54.29 | Q                |
| 9    | 3       | 0    | Marwan Elkamash             | Egito           | 14:55.19 |                  |
| 10   | 2       | 2    | Damien Joly                 | França          | 14:56.31 |                  |
| 11   | 3       | 2    | Charlie Clark               | Estados Unidos  | 14:57.16 |                  |
| 12   | 2       | 3    | Fei Liwei                   | China           | 14:57.50 |                  |
| 13   | 2       | 8    | Luca De Tullio              | Itália          | 14:57.68 |                  |
| 14   | 2       | 6    | Daniel Jervis               | Reino Unido     | 14:57.88 |                  |
| 15   | 2       | 1    | Dávid Betlehem              | Hungria         | 14:59.76 |                  |
| 16   | 1       | 4    | Krzysztof Chmielewski       | Polónia         | 15:01.89 |                  |
| 17   | 2       | 0    | Henrik Christiansen         | Noruega         | 15:02.31 |                  |
| 18   | 1       | 5    | Dimitrios Markos            | Grécia          | 15:07.61 |                  |
| 19   | 2       | 7    | Carlos Garach               | Espanha         | 15:08.02 |                  |
| 20   | 3       | 4    | Florian Wellbrock           | Alemanha        | 15:10.33 |                  |
| 21   | 2       | 9    | Ahmed Akaram                | Egito           | 15:11.06 |                  |
| 22   | 1       | 3    | Alfonso Mestre              | Venezuela       | 15:14.10 | Recorde nacional |
| 23   | 1       | 7    | Righardt Muller             | África do Sul   | 15:33.82 |                  |
| 24   | 1       | 1    | Ratthawit Thammananthachote | Tailândia       | 15:39.46 |                  |
| 25   | 1       | 2    | Aryan Nehra                 | Índia           | 15:39.47 |                  |
| 26   | 1       | 8    | Rodolfo Falcón Jr.          | Cuba            | 15:49.72 |                  |
| 27   | 1       | 6    | Nguyễn Hữu Kim Sơn          | Vietname        | 16:20.45 |                  |
| 28   | 1       | 0    | Timothy Leberl              | Ilhas Maurícias | 16:27.67 |                  |
| 29   | 1       | 9    | Hendrik Powdar              | Suriname        | 17:58.15 |                  |
| 30   | 3       | 9    | Kim Woo-min                 | Coreia do Sul   | DNS      | DNS              |

### Final
A final fora realizada no dia 30 de julho às 20:16.
| Pos.              | Raia | Nadador            | CON            | Tempo    | Notas                                    |
| ----------------- | ---- | ------------------ | -------------- | -------- | ---------------------------------------- |
| Medalha de ouro   | 3    | Ahmed Hafnaoui     | Tunísia        | 14:31.54 | Recorde do campeonato · Recorde africano |
| Medalha de prata  | 4    | Bobby Finke        | Estados Unidos | 14:31.59 | Recorde da América                       |
| Medalha de bronze | 7    | Samuel Short       | Austrália      | 14:37.28 |                                          |
| 4                 | 5    | Daniel Wiffen      | Irlanda        | 14:43.01 |                                          |
| 5                 | 6    | Lukas Märtens      | Alemanha       | 14:44.51 |                                          |
| 6                 | 1    | Kristóf Rasovszky  | Hungria        | 14:51.46 |                                          |
| 7                 | 2    | Mykhailo Romanchuk | Ucrânia        | 14:53.21 |                                          |
| 8                 | 8    | David Aubry        | França         | 14:56.63 |                                          |

Legenda
| Recorde mundial       | Recorde mundial (World record)               |                       | Recorde africano                      | Recorde africano (African) |                                           | Q | Classificado por posição (Qualified) |
| Recorde do campeonato | Recorde do campeonato (Championship record)  | Recorde da América    | Recorde da América (Americas)         | q                          | Classificado por melhor tempo (Qualified) |   |                                      |
| Melhor marca do ano   | Melhor marca do ano (World leading)          | Recorde asiático      | Recorde asiático (Asian)              | DNS                        | Não largou (Did not start)                |   |                                      |
| Recorde nacional      | Recorde nacional (National record)           | Recorde europeu       | Recorde europeu (European)            | DNF                        | Não terminou (Did not finish)             |   |                                      |
| Recorde pessoal       | Recorde pessoal do atleta (Personal best)    | Recorde da Oceania    | Recorde da Oceania (Oceania)          | DSQ / DQ                   | Desclassificado (Disqualified)            |   |                                      |
| Recorde da temporada  | Recorde da temporada do atleta (Season best) | Recorde sul-americano | Recorde sul-americano (South America) | NM                         | Sem marca (No mark)                       |   |                                      |